# Sabiha Gökçenová
Sabiha Gökçenová (21. března 1913 Bursa – 22. března 2001 Ankara) byla turecká letkyně. Ve svých 23 letech se stala patrně první ženskou bojovou pilotkou v historii. Byla jedním z osmi adoptivních dětí zakladatele moderního Turecka Mustafy Kemala Atatürka.

## Život
Sabiha byla sirotkem. Vyrůstala v sirotčinci spolu se čtyřmi bratry. O jejím původu existují dohady: oficiální verze mluvila o bosenském původu, ale existuje teorie, že byla potomkem jedné z obětí arménské genocidy z let 1915–1918.
Během návštěvy prezidenta Atatürka v Bursě v roce 1925 ho dvanáctiletá Sabiha oslovila s přáním studovat na internátní škole. Poté, co Atatürk vyslechl její krutý životní příběh a seznámil se s ubohými podmínkami, v nichž žila, rozhodl se ji adoptovat a požádal Sabihina nejstaršího bratra, aby jí dovolil žít v prezidentské rezidenci v Ankaře. Sabiha pak žila a vyrůstala spolu s dalšími adoptovanými dětmi prezidenta. Vystudovala poté Americkou akademii v Istanbulu (Üsküdar Amerikan Lisesi). Po přijetí zákona o příjmení ji Atatürk roku 1934 vybral jméno Gökcen, jež by šlo přeložit jako „nebeská“ – aniž by v té době Sabiha ještě uvažovala o létání.
Roku 1935 Atatürk založil Tureckou leteckou asociaci. Vzal Sabihu na zahajovací ceremoniál, který se konal 5. května 1935. Sabiha byla nadšená leteckou show kluzáků a zahraničních parašutistů. Rozhodla se také stát parašutistkou a Atatürk ihned přiměl ředitele školy Fuatua Bulku, aby ji zapsal jako první ženu. Nakonec se ale zřekla parašutismu ve prospěch létání a získala licenci pilota. Byla společně se sedmi studenty poslána na kluzákový výcvik do Ruska, avšak v Moskvě se dozvěděla, že zemřela její adoptivní sestra Zehra; okamžitě se vrátila do Turecka a načas se zcela izolovala od společenských aktivit.
V letech 1936-1937 se vrátila k létání a dokončila svůj letecký výcvik na letecké škole v Eskişehiru. K 1. leteckém pluku v Eskişehiru pak nastoupila jako bojová pilotka, především bombardérů. Zúčastnila se dvou vojenských cvičení a v roce 1937 se podílela na vojenském potlačení vzpoury v oblasti Dersim na východě Turecka; osobně svými leteckými útoky zabila asi padesát povstalců. V roce 1938 uskutečnila pětidenní let přes Balkán. Ve stejném roce se stala instruktorkou Turecké letecké asociace; tuto činnost vykonávala až do roku 1954 a během své instruktorské kariéry vycvičila mj. další čtyři ženy. Během své kariéry létala na 22 různých typech letadel. Odlétala více než 8 000 hodin, z nichž 32 bylo bojových.
Roku 1981 vydala paměti nazvané Ataturkovou cestou. Je po ní pojmenováno Mezinárodní letiště Sabiha Gökçen v Istanbulu.